# Delio Malär
Delio Malär (* 1992 in Richterswil) ist ein Schweizer Theater- und Filmschauspieler, Musiker und Autor.

## Leben
Delio Malär wuchs in Samstagern und Richterswil am Zürichsee auf. Malär besuchte das Gymnasium an der Stiftschule Einsiedeln und spielte dort Theater unter der Regie von Oscar Sales Bingisser sowie erste Rockshows mit seiner Punkrockband.
Nach seiner Matura machte er von 2011 bis 2015 eine Ausbildung an der Schule für Schauspiel Hamburg und bestand den  Abschluss mit Auszeichnung. Mit seiner ehemaligen Schauspieldozentin Cornelia Schirmer gründete er das Theaterkollektiv Cocodello und schrieb und komponierte mit ihr mehrere Musicals, die in Hamburg uraufgeführt wurden und im deutschsprachigen Raum auf Tournee gehen. Mit seiner Band „Tag der Helden“ spielt er eine Rockshow rund um die Cartoon- und Serienintros der 90er und 2000er und mit seiner Band "Delio Malär & Supersun Boys" spielt er seine eigenen Kompositionen und Songs.
Seit 2011 lebt er überwiegend in Hamburg und arbeitet als Theater- und Filmschauspieler, Sänger und Musiker, Synchronsprecher und Komponist.
Für die künstlerischen Leistungen und Erfolge im Jahr 2019 wurde Delio Malär für den Prix Walo in der Sparte Newcomer nominiert.
Cocodello bekam im Mai 2021 den nationalen Kabarettpreis „Mindener Stichling“ verliehen.
Für seine Rolle in der Schweizer Musicalproduktion "Die Bremer Stadtmusikanten – reloaded" wurde er für den Deutschen Musical Theater Preis 2023 in der Sparte "Bester Darsteller in einer Nebenrolle" nominiert.

## Filmografie
- 2014: Junge Talente – Schweiz als Leo
- 2014: Sunrise Kampagne 2014 als Johnny
- 2015: Das Gegenteil von Orange als Hotelmitarbeiter (NR)
- 2015: Die Pfefferkörner als Ben
- 2015: Heldt als Crey-Z, Felix von Kampen
- 2016: Nachtbus als Ben
- 2017: Alles Liebe, Annette (Web-Serie)
- 2016: Die Kanzlei als Andreas
- 2017: Der Reichstag als Gaetano Negri
- 2017: SOKO München als Luca
- 2017: Foodporn, (ital. Kurzfilm) als Aldo (HR)
- 2020: Platzspitzbaby (CH - Kino), als Buddy (NR)
- 2021: Bomba d`amor: Musikvideo als Delio (HR)
- 2023: Familie Anders: Willkommen im Nest als Luigi
- 2023: Familie Anders: Zwei sind einer zu viel als Luigi
- 2024: Familie Anders: Die rosarote Brille als Luigi
- 2024: Familie Anders: Mann Nummer 1 als Luigi
- 2025: Notruf Hafenkante: Schweres Erbe als Denis
- 2025: Die Stille am Ende der Nacht: (Fernsehfilm) als Boris

## Theater
- 2014: Ithaka – Heimkehr im Dunkeln, Sound & Musik, Theater Zeppelin Hamburg // Regie: Thomas Niese
- 2014: King Kongs Töchter, als Herr Nübel, Schule für Schauspiel Hamburg // Regie: Friederike Barthel
- 2014–2018: Backbeat – Die Beatles in Hamburg, als Paul McCartney, Altonaer Theater // Regie: Franz-Joseph Dieken
- 2016: Mein Name ist Eugen, als Wrigley, Maag Music Hall Zürich // Regie: Dominik Flaschka
- 2016–heute: Auf alten Pfannen lernt man kochen, als Delio, Altonaer Theater / Thalia Theater // Regie: Cocodello: Cornelia Schirmer & Delio Malär, Musik: Cocodello
- 2017–2018: Pasta e basta, als Fred Buscalige, Hamburger Kammerspiele / Festspiele Heppenheim // Regie: Dietmar Loeffler
- seit 2018: Auf der Bühne gehörst Du mir, als Delio, Hamburger Kammerspiele // Regie: Cocodello: Cornelia Schirmer & Delio Malär, Musik: Cocodello
- seit 2019: Amadeus, als Wolfgang Mozart, Theater Rigiblick // Regie: Daniel Rohr, Musik: Daniel Fueter
- 2020–2022: ÖV, als Musiker und in diversen Rollen, Bernhard Theater // Regie: Daniel Rohr & Klaus Hemmerle, Buch: Franz Hohler
- 2021: Amadeus, als Wolfgang Mozart, Altes Schauspielhaus Stuttgart // Regie: Udo Schürmer
- 2021: Once, als Guy, Hamburger Kammerspiele // Regie: Gil Mehmert
- 2023 – 2024: Die Bremer Stadtmusikanten – reloaded, als Lumpi, Bernhard Theater / Maag Halle Zürich // Buch: Isabelle Flachsmann // Regie: Tino Andrea Honegger
- 2024 – 2025: Songs for Joy, als Herzmann, Deutsches Schauspielhaus Hamburg // Ein Liederabend mit Carten "Erobique" Meyer & Jacques Palminger